# Hooters
Hooters — торговая марка двух американских частных бресторанных (ресторан с полуобнажёнными официантками) сетей: Hooters of America, Incorporated (базируется в Атланте) и Hooters, Incorporated (базируется в Клируотере). Само название ресторана можно перевести как «гуделка» (от англ. hoot — «Гудок»), что в американском английском имеет несколько понятий: ухающая сова (отсюда и сова на логотипе), клаксон, а также вульгарное название женской груди.
Целевой клиентурой являются мужчины, поэтому основой имиджа ресторана является сексапильность официанток. Из блюд в нём подают гамбургеры, сэндвичи, куриные крылышки, разнообразные салаты и блюда из морепродуктов. Также у ресторана есть лицензия на продажу алкогольных напитков. Помимо этого, под маркой Hooters продаются сувениры и одежда.

## История

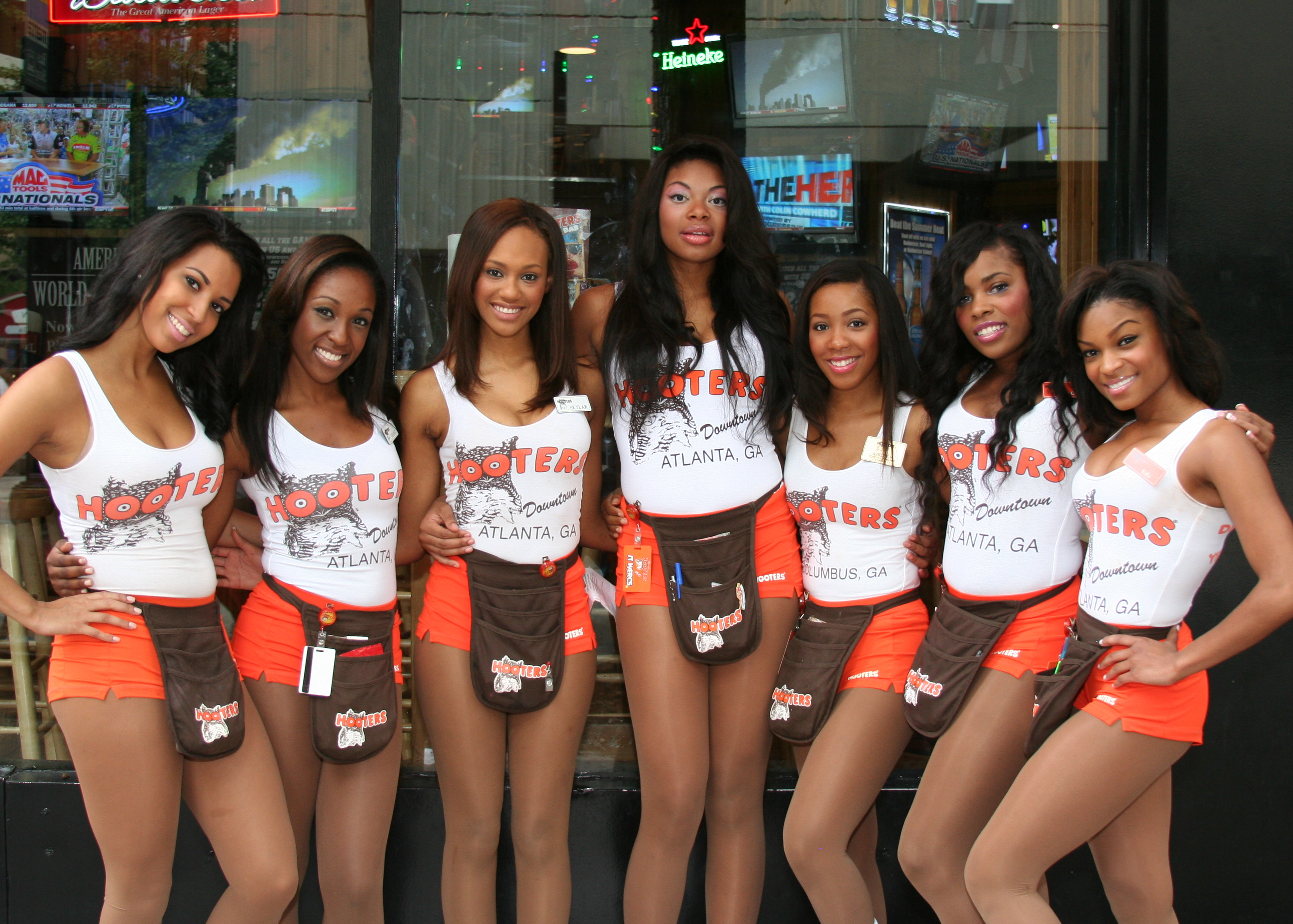
Девушки Hooters в Атланте

Компания была организована в 1983 году шестью друзьями, которые решили открыть ресторан, который радует мужчин тем, что им нравится: холодным пивом, хорошей едой и привлекательными женщинами. Собрав между собой 140 тысяч долларов, партнёры (два маляра, каменщик, два агента по продажам — недвижимости и спиртного, а также пенсионер) открыли первый ресторан[где?].
Вскоре после открытия ресторан посетил специалист ресторанного дела Хью Коннерти (Hugh Connerty), который предложил приобрести права на название за 50 тысяч долларов. Основатели сохранили за собой исключительные права вокруг Тампы и Чикаго, получили право контролировать стиль новых ресторанов Коннерти, а также 3 % дохода от последних. Коннерти понадобились средства, и он занял их у своего знакомого, Боба Брукса, владельца компании Naturally Fresh (соусы и другие продукты которой до сих пор используются сетью ресторанов).
Через некоторое время компания Коннерти «Hooters of America» перешла к Бруксу, а компания шести основателей продолжила существование под названием «Hooters Incorporated». Попытка Брукса в 1994 году выкупить права у одного из основателей не увенчалась успехом, и компании продолжили спорить (и судиться) по самым разным поводам, от формы официанток до сортов сыра. 
В 2001 году основатели продали торговую марку Бруксу за 60 миллионов долларов, но сохранили свои рестораны в Тампе, Чикаго и Манхеттене.

## Распространение

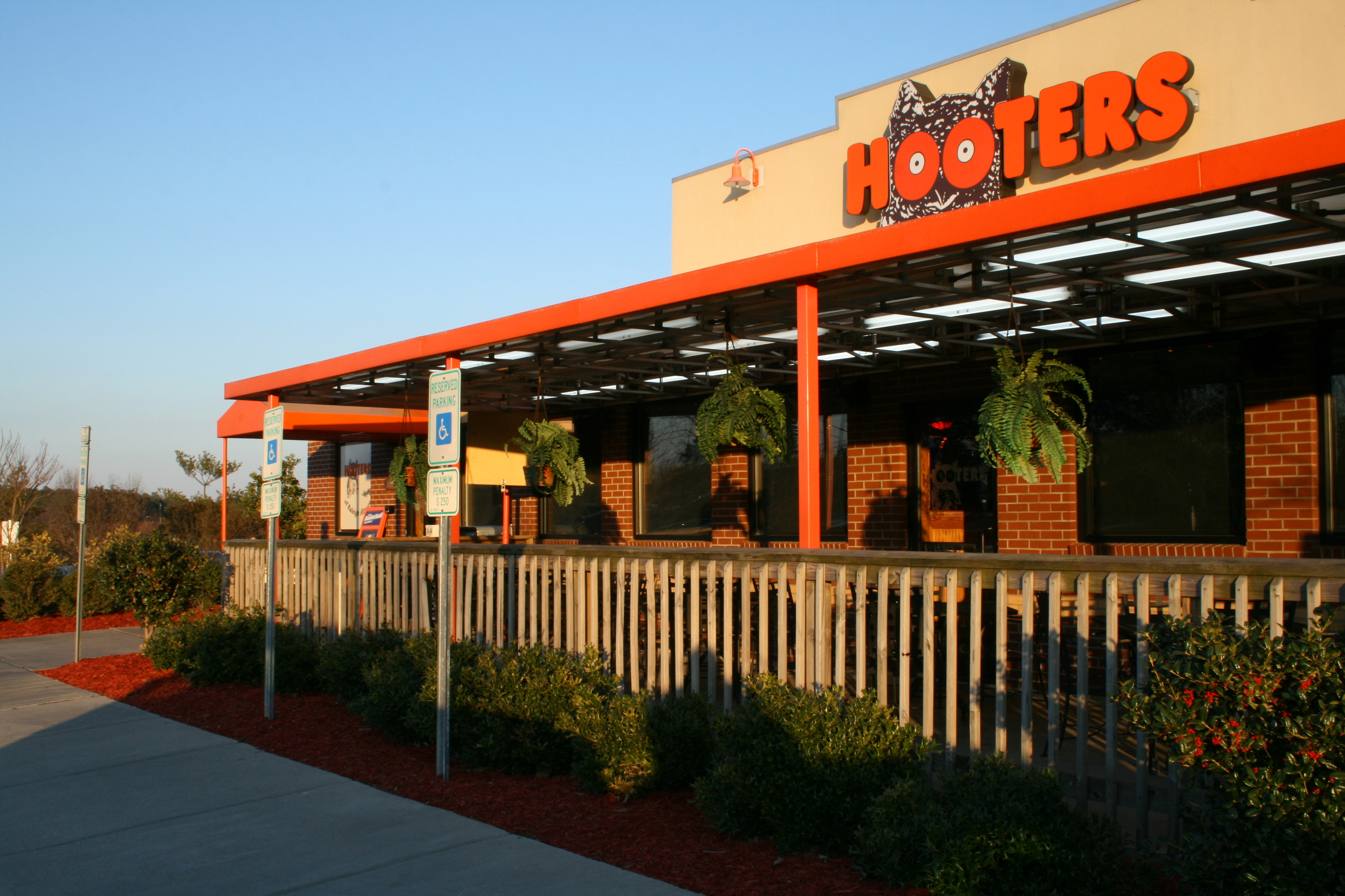
Hooters в Моррисвилле (Северная Каролина) в феврале 2009 года.

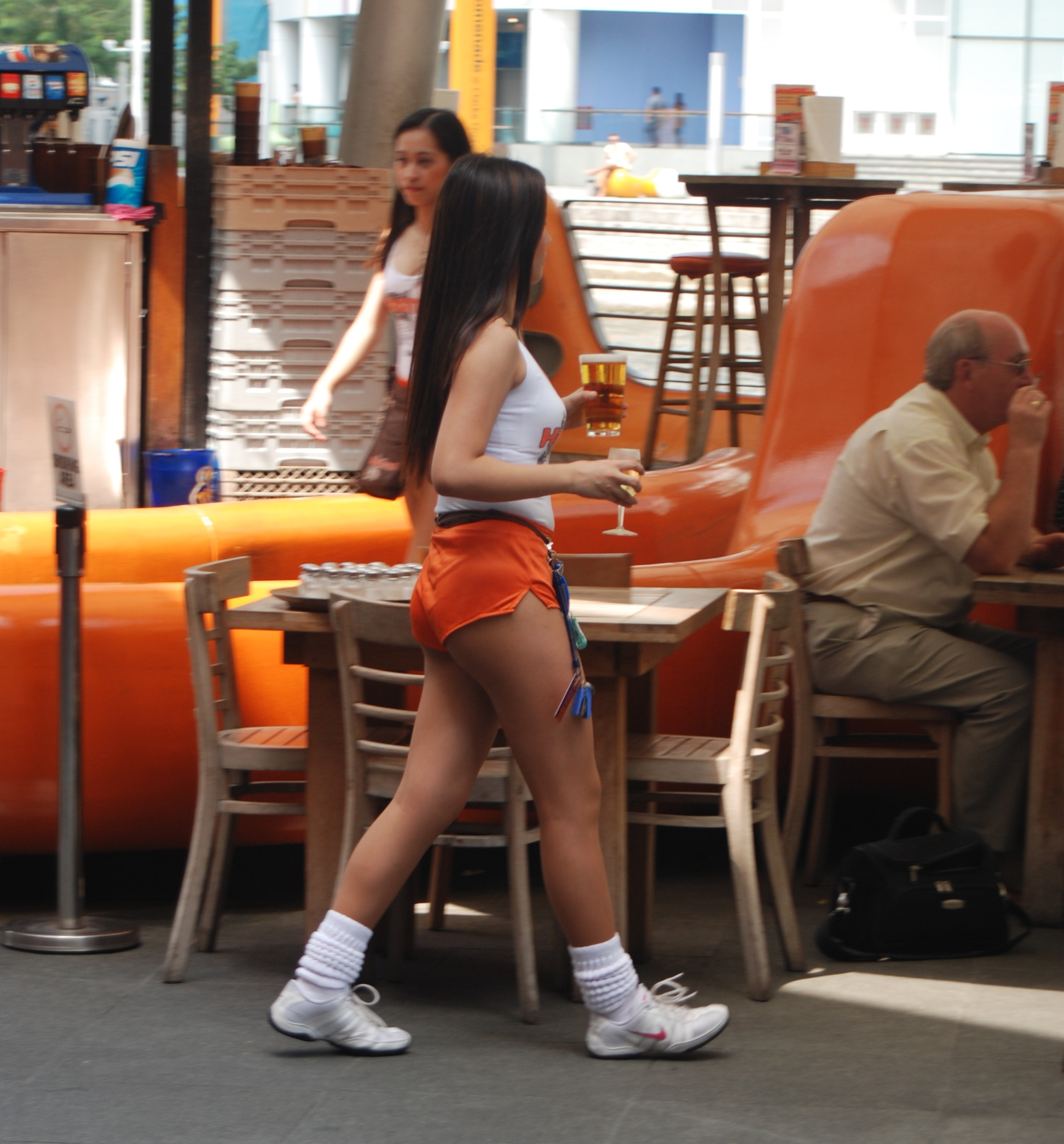
В ресторане Hooters в Сингапуре

В настоящее время только в США насчитывается 460 ресторанов в 44 штатах, включая также Гуам и Виргинские острова. 
Помимо этого, рестораны Hooters расположены ещё в 31 стране. Первый Hooters за пределами американской территории открылся в Сингапуре. Остальными странами, где находятся рестораны сети, являются: Австралия, Австрия, Аргентина, Аруба, Бразилия, Великобритания, Венесуэла, Гватемала, Германия, Греция, Доминиканская Республика, Испания, Канада, Китай, Колумбия, Коста-Рика, Мексика, Панама, Парагвай, Перу, Тайвань, Филиппины, Чехия, Чили, Швейцария, Эквадор, ЮАР, Южная Корея, Япония.
Были также в России и Литве.
Из дальнейших планов по расширению сети прежде всего планируется открытие ресторанов на Аляске. Также компания заявляет о готовности к франчайзингу для открытия ресторанов в следующих странах: Боливия, Дания, Исландия, Италия, Норвегия, Словения, Уругвай, Финляндия, Франция, Швеция, а также прибалтийские страны.